# Víctor René Arauz
Víctor René Arauz Calderón (La Ceiba, Atlántida, Honduras, 22 de abril de 1996) es un futbolista hondureño. Juega como lateral derecho y su equipo actual es el Honduras Progreso de la Liga Nacional de Honduras.

## Clubes
| Club              | País     | Año             |
| ----------------- | -------- | --------------- |
| Marathón          | Honduras | 2018 - 2019     |
| Platense          | Honduras | 2019 - 2022     |
| Honduras Progreso | Honduras | 2022 - Presente |

## Estadísticas
| Club                | Temporada           | Liga  | Liga  | Copa Nacional | Copa Nacional | Copa Internacional | Copa Internacional | Total | Total |
| Club                | Temporada           | Part. | Goles | Part.         | Goles         | Part.              | Goles              | Part. | Goles |
| ------------------- | ------------------- | ----- | ----- | ------------- | ------------- | ------------------ | ------------------ | ----- | ----- |
| Marathón Honduras   | 2018                | 1     | 0     | -             | -             | -                  | -                  | 1     | 0     |
| Marathón Honduras   | 2018/19             | 12    | 0     | -             | -             | -                  | -                  | 12    | 0     |
| Marathón Honduras   | Total               | 13    | 0     | 0             | 0             | 0                  | 0                  | 13    | 0     |
| Total en su carrera | Total en su carrera | 13    | 0     | 0             | 0             | 0                  | 0                  | 13    | 0     |

## Palmarés

### Campeonatos nacionales
| Título          | Club     | País     | Año  |
| --------------- | -------- | -------- | ---- |
| Torneo Clausura | Marathón | Honduras | 2018 |